# Sierra Hull

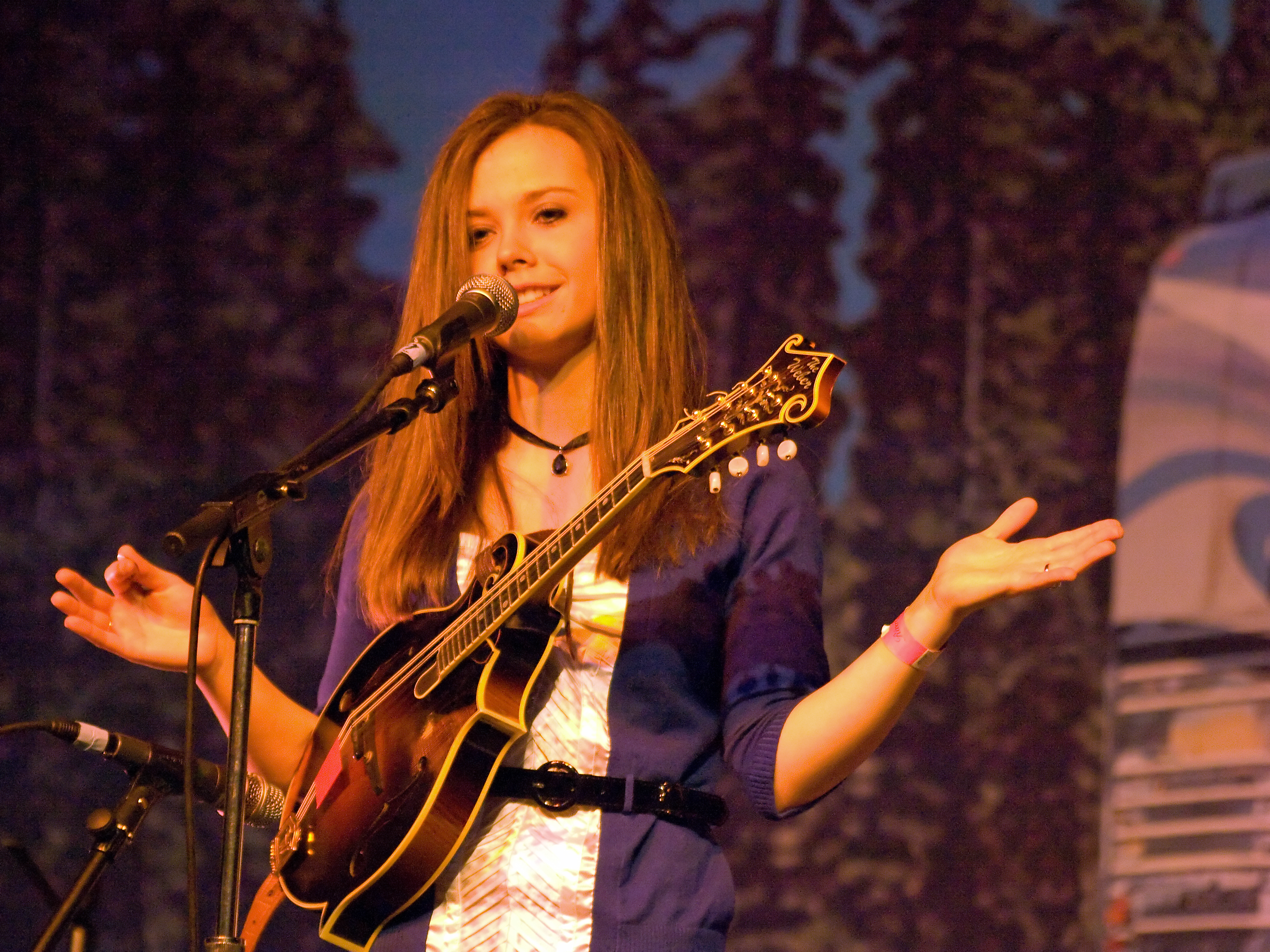
Sierra Hull (2009)

Sierra Dawn Hull (* 27. September 1991 in Byrdstown, Tennessee) ist eine US-amerikanische Bluegrass-Musikerin, die ihre Karriere als „Wunderkind“ begann. Ihr Hauptinstrument ist die Mandoline, sie spielt aber auch Gitarre und singt.

## Musikalische Karriere
Hull wuchs in einer musikalischen Familie im Pickett County im ländlichen Tennessee auf und bekam mit acht Jahren von ihrer Großmutter eine Mandoline geschenkt. Ein Jahr später kam die Gitarre dazu. Sie spielte mit ihrer Familie und begann 2001, an lokalen Musikwettbewerben teilzunehmen. Ron Block von Alison Krauss’ Band Union Station lernte sie auf einem Festival kennen und brachte sie mit Krauss zusammen, die sie einlud, an einem Auftritt der Band in der Grand Ole Opry teilzunehmen.
Nachdem sie ihre erste CD Angel Mountain als unabhängige Produktion herausgebracht hatte, unterschrieb sie mit 13 Jahren bei Rounder Records. Mit 14 begann sie auch zu singen und mit ihrer Band Highway 111 auf Tournee zu gehen. Die Band besteht aus ihrem Bruder Cody Hull (Gitarre), Cory Walker (Banjo/Dobro) und John Fox (Bass). Ihr zweites Album Secrets erschien bei Rounder 2008, produziert von Alison Krauss und Ron Block. Auf diesem Album spielen unter anderem auch Dan Tyminski, Barry Bales und Jerry Douglas von Union Station, sowie andere bekannte Bluegrassmusiker wie zum Beispiel Tony Rice.
Im Jahr 2009 erhielt sie eine Presidential Scholarship des Berklee College of Music.

## Diskographie
- 2002: Angel Mountain (Eigenproduktion)
- 2008: Secrets (Rounder)
- 2011: Daybreak (Rounder)
- 2016: Weighted Mind (Rounder)
- 2020: 25 Trips (Rounder)
- 2025: A Tip Toe High Wire (Sierra Hull Music)